# 陳邦科
陳邦科（1552年—1597年），字俊卿，號警亭，江西瑞州府高安縣人，民籍，明朝政治人物。

## 生平
萬曆四年（1576年）丙子科江西鄉試第三十八名舉人，五年（1577年）中式丁丑科會試第三十六名，三甲第一百八十名進士。初授桐乡知县，丁父憂未赴任，服闋，補江都知县，十四年十月选授南京湖广道御史。十六年曾上疏李材之冤，被奪俸半年，本年巡按南直隶诸府，二十年掌南京河南道印，出为四川保宁府知府，調河間府知府。卒於官，年四十六。

## 著作
著有《片玉集》四卷，其中《閬瀛漫語》、《循良模范》、《言責要覽》、《留台疏稿》、《聽花軒摘稿》各一卷。

## 家族
曾祖陳用，曾任教授 贈監察御史；祖父陳裘；父陳汝琥。母徐氏。重庆下。